# Dischidia tonkinensis
Dischidia tonkinensis är en oleanderväxtart som beskrevs av Costantin in Lecomte. Dischidia tonkinensis ingår i släktet Dischidia och familjen oleanderväxter. Inga underarter finns listade i Catalogue of Life.